# حادث النيل هيلتون (فلم وثائقي)
حادث النيل هيلتون (The Nile Hilton Incident) فيلم سويدي من إخراج طارق صالح. تم عرضه في قسم السينما العالمية الدرامية في مهرجان صندانس السينمائي 2017. حصل على جائزة «سينما العالم» جائزة لجنة التحكيم الكبرى: «الدراماتيكية». الفيلم يناقش فساد الشرطة المصرية قبل ثورة 25 يناير.

## وصلات خارجية
- حادث النيل هيلتون على موقع IMDb (الإنجليزية)
- حادث النيل هيلتون على موقع ميتاكريتيك (الإنجليزية)
- حادث النيل هيلتون على موقع روتن توميتوز (الإنجليزية)
- حادث النيل هيلتون على موقع ألو سيني (الفرنسية)
- حادث النيل هيلتون على موقع أول موفي (الإنجليزية)
- حادث النيل هيلتون على موقع بوكس أوفيس موجو (الإنجليزية)
- حادث النيل هيلتون على موقع فيلمافينيتي (الإسبانية)
- حادث النيل هيلتون على موقع قاعدة بيانات الأفلام السويدية (السويدية)
- حادث النيل هيلتون على موقع قاعدة بيانات الفيلم (الإنجليزية)
- حادث النيل هيلتون على موقع ليتربوكسد (الإنجليزية)